# X線管

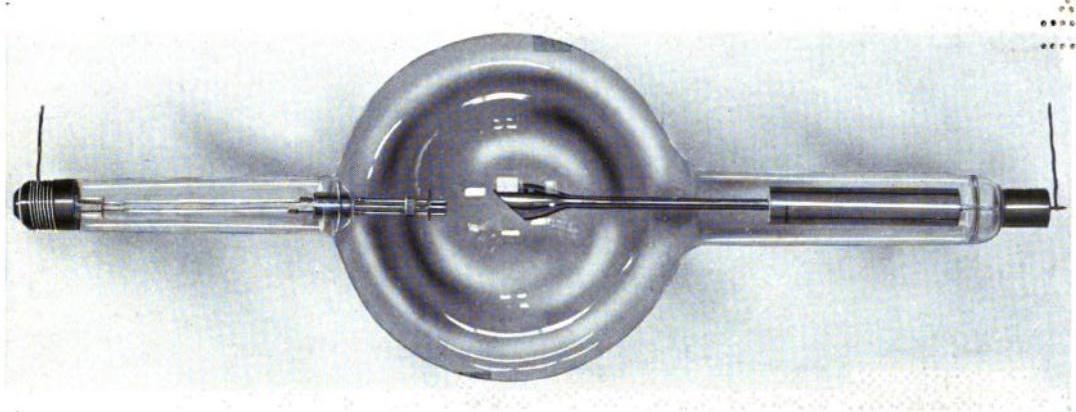
クーリッジ管（1917年）。左側が加熱されたカソード、右側がアノードで、X線は下方向へ放出される。

ロジウムターゲットから放出されたX線のスペクトル（60kV）。制動放射による連続X線とロジウム原子の特性X線（K線）が見られる。

X線管（エックスせんかん、英語: X-ray tube）とは、電力をX線に変換する電子管装置の名称である。その多くは真空管である。
この制御可能なX線源を利用できるようになったことで、不透明な物体を透過放射線で撮影するX線撮影という分野が生まれた。
他の電離放射線源とは対照的に、X線はX線管が通電している間だけ発生する。X線管は、CTスキャン、空港の荷物スキャン、X線結晶学、材料・構造分析、工業検査などにも使用されている。
CTスキャンや血管造影システムへの需要の高まりが、超高性能医療用X線管の開発を後押ししている。
フィラメント（カソード、主に陰極と呼ばれる）を加熱することで発生した電子を、タングステンやモリブデンなどの金属ターゲット（アノード、主に陽極と呼ばれる）に衝突させることで連続X線（制動放射）と特性X線を発生させる。

## 歴史
X線管の初めての発明は、1895年11月8日にドイツの物理学者レントゲンによって初めてX線が発見された実験用クルックス管から発展した。第一世代である冷陰極X線管（またはクルックスX線管）は1920年代まで使用された。第一世代のX線管は、管内の残留ガスのイオン化によって機能する。陽イオンがX線管の陰極に衝突すると陰極は電子を放出し、電子は陽極に向かって加速され、電子が陽極に衝突するとX線を発生する。クルックス管は1913年にウィリアム・クーリッジ（英：William Coolidge）によって発明された。その後熱電放出を用いたクーリッジ管が発明された。クーリッジ管は熱陰極管とも呼ばれ、タングステン陰極を十分に加熱して電子を放出させ、ほぼ完全な真空中でターゲットである陽極（これもタングステンであることが多い）に向かって加速させる熱電子放出方式を採用している。
1980年代後半までは、X線発生装置は単なる高電圧の交流から直流への変換電源装置だった。
1980年代後半に、高速スイッチング法とよばれる新たな制御方法が登場した。これは、スイッチング電源の技術を踏襲したもので、X線ユニットをより正確に制御し、より質の高い結果を得て、X線被ばくを低減することを可能とした。

## 回転アノード型

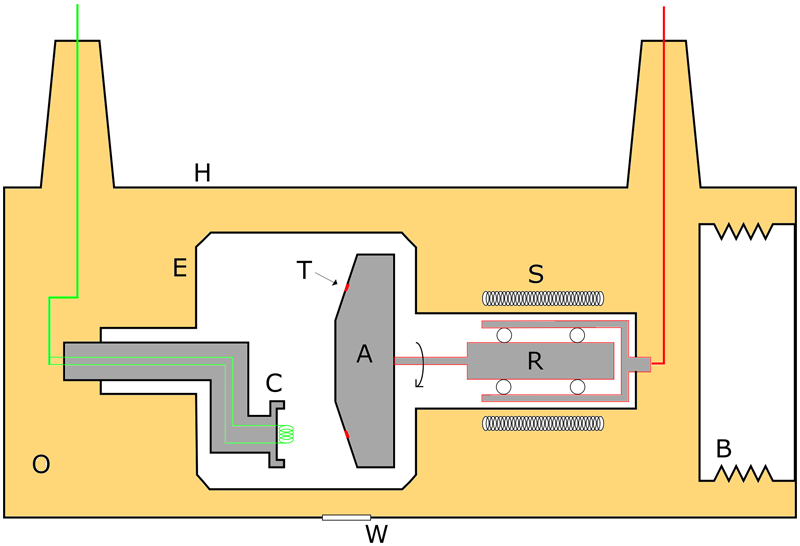
回転アノード管の簡略図。A: アノード、C: カソード、T: ターゲット、W: X線窓

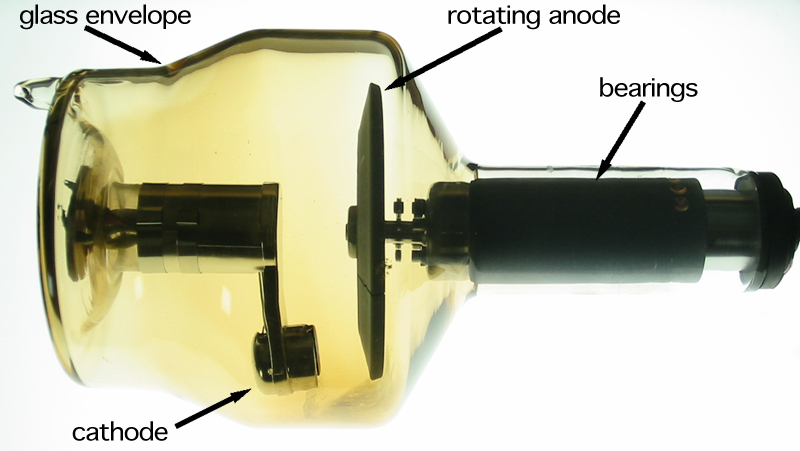
典型的な回転アノードX線管

ターゲットに電子線が衝突すると、アノードは急激に加熱されるため、アノードを高速で回転させる。